# Teenage Mutant Ninja Turtles: Turtles in Time Re-Shelled
Teenage Mutant Ninja Turtles: Turtles in Time Re-Shelled (a veces abreviado simplemente como Turtles in Time Re-Shelled) es una nueva versión mejorada del clásico videojuego arcade Teenage Mutant Ninja Turtles: Turtles in Time de 1991, que en si era una continuación de otro videojuego arcade, Teenage Mutant Ninja Turtles. Ambos videojuegos arcade originales fueron producidos por Konami. El juego es del género Beat'em up y está basado en la serie clásica de animación Las tortugas ninja de 1987 y también en la segunda película de imagen real, Las tortugas ninja 2: El secreto de los mocos verdes, de 1991.
Fue desarrollado y publicado por Ubisoft para los sistemas PlayStation 3 y Xbox 360. Fue puesto a la venta en todo el mundo el 5 de agosto de 2009 en Xbox Live Arcade, y 10 de septiembre de 2009 en PlayStation Network. Fue uno de los últimos juegos de las Tortugas antes de que estas pasen a ser propiedad de Nickelodeon. El juego fue más tarde retirado de ambos sistemas en junio de 2011, debido a problemas de licencia.
El juego fue un éxito comercial, fue descargado más de 444.000 unidades durante su estancia en Xbox Live Arcade. También fue uno de los títulos más descargados de PlayStation Network de América del Norte en el mes de su lanzamiento. A pesar de las altas ventas, la crítica fue en general mediocre. La versión de PlayStation 3 tiene una puntuación de 56,50% en GameRankings, mientras que la versión de Xbox 360 tiene una puntuación de 61,79%. Los críticos en general elogiaron los efectos visuales mejorados y permitir jugar en línea, pero criticaron la poca rejugabilidad y la incapacidad para unirse a una partida ya iniciada.

## Sistema de juego
Turtles in Time Re-Shelled es un Beat'em up de avance lateral. Los jugadores controlan a las Tortugas ninja: Donatello, Leonardo, Michelangelo y Raphael. Cada personaje jugable tiene sus propias fortalezas y debilidades. Pueden jugar hasta cuatro jugadores al mismo tiempo, tanto en multijugador local como en línea. Los jugadores tienen una configuración de control básico, como saltar, atacar, y botones de ataque especial, además de movimiento por el escenario. Ciertas combinaciones de botones permiten ejecutar movimientos especiales, como una carrera de velocidad, ataque dirigido o ataque especial. Una novedad en esta nueva versión es que permite la capacidad de atacar en ocho direcciones, en lugar de solo dos direcciones como la versión original.
Se hicieron otras mejoras a Re-Shelled con respecto al juego original. Se recrearon los gráficos completamente en 3D, y los jugadores ahora pueden desplazarse dentro y fuera por un escenario 3D real. La secuencia de introducción y final fueron rediseñados con un look tipo cómic. Los comentarios de voz de la versión arcade original han sido incorporados, aunque las voces ahora pertenecen a los actores de voz de la serie de 2003. La música también ha sido actualizada, pero el tema principal ha sido eliminado. Re-Shelled también cuenta con los modos "Supervivencia" y "Partida rápida", así como tablas de clasificación, que registran las altas puntuaciones del jugador. No han sido incluidas ninguna de las fases adicionales que fueron añadidas en la versión de Super Nintendo.

## Sinopsis
El juego comienza cuando las tortugas están viendo las noticias de April O'Neil informando desde Liberty Island. De repente, el malvado Krang aparece volando transformado en gigante (gracias a su cuerpo robot variable) y roba la estatua de la libertad delante de todo el mundo. Inmediatamente después, Shredder secuestra a April y, en directo, se burla de las tortugas. Estas se dirigen al centro de la ciudad de Nueva York y persiguen al Clan del pie a través de las calles y las alcantarillas de la ciudad. Finalmente, encuentran a Shredder, pero éste las envía a través de un túnel del tiempo. Las tortugas tienen entonces que luchar contra el ejército de Shredder a través de múltiples épocas de tiempo hasta volver a dar con él. 

## Producción
Teenage Mutant Ninja Turtles: Turtles in Time Re-Shelled se dio a conocer por primera vez en abril de 2009 en el evento Galabunga en la ciudad de Nueva York. Originalmente programado para salir al mercado el 22 de julio de 2009 para Xbox 360, fue lanzado por primera vez como una exclusiva temporal para esta consola el 5 de agosto de 2009. El precio de Re-Shelled se bajó antes del lanzamiento del juego. Cuando se le preguntó sobre la razón de la caída de los precios, un representante de Ubisoft respondió "Queríamos tener un detalle con los fieles seguidores de TMNT en honor al 25º aniversario". Fue lanzado en PlayStation 3 tras finalizar la exclusividad el 10 de septiembre de 2009. El juego fue retirado del mercado más tarde del Xbox Live Arcade y la tienda PlayStation Network en junio de 2011, debido a que la licencia de TMNT caducó, y Ubisoft no quiso hacer renovación.

## Recepción
Turtles in Time: Re-Shelled recibió críticas mayoritariamente mediocres. Las críticas coincidieron en destacar la simplicidad del juego y poca rejugabilidad. El crítico de GameTrailers estaba decepcionado con el sistema de control, indicando que era demasiado simplista. Daemon Hatfield, de IGN, criticó la dificultad del juego, pero admitió que Turtles in Time "fue hecho para máquinas arcade y se nota en el desarrollo del juego".